# Gouvernement Jules Dufaure (1)
Pour les articles homonymes, voir Gouvernement Jules Dufaure.
Troisième République
Gouvernement de la Défense nationale Gouvernement Jules Dufaure II
Le premier gouvernement Jules Dufaure, aussi appelé « gouvernement de Versailles » car initialement en exil à Versailles, a été le deuxième gouvernement de la Troisième République naissante, en France, du 19 février 1871 au 18 mai 1873. Bien que de courte durée son action marqua profondément l'histoire de France. En effet, avec l'appui de l'armée régulière, il doit alors affirmer son autorité sur l'ensemble du territoire français lors de la guerre civile qui l'oppose aux communes insurrectionnelles, dont la commune de Paris. Ces dernières, militairement organisées autour de la garde nationale, sont vaincues à la suite de la campagne de 1871 à l'intérieur ce qui permet à la démocratie représentative de s'imposer durablement face aux volontés de démocratie directe.
Il a été dirigé par Jules Dufaure en tant que « vice-président du Conseil des ministres », sous l'autorité du chef du pouvoir exécutif, Adolphe Thiers, devenu, après août 1871 (loi Rivet), président de la République.

## Contexte

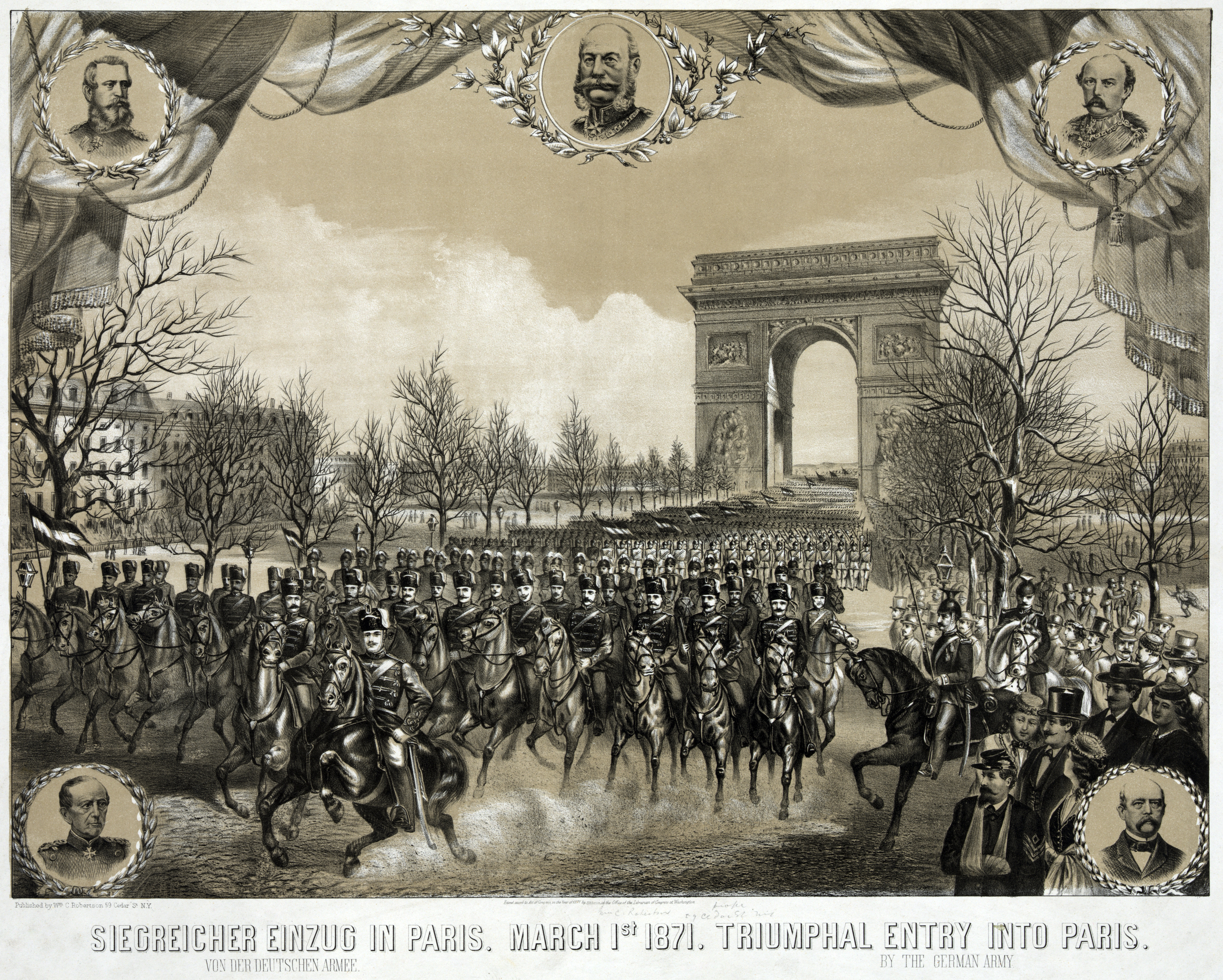
Entrée triomphale de l'armée allemande le 1er mars 1871 à Paris.

Composition de la Chambre des députés à l'issue des élections du 8 février 1871.

Confronté à la famine et aux émeutes grandissantes dans Paris, Jules Favre, dernier chef du gouvernement provisoire de 1870, s'était résolu à offrir aux Prussiens la reddition de la capitale le 28 janvier 1871. La convention d’armistice avec Bismarck stipulait diverses mesures humiliantes pour les vaincus, mais laissait aux Français le droit d'organiser de nouvelles élections nationales.
Dès le 8 février 1871, l’ensemble des électeurs furent appelés aux urnes. Ces élections, dominées par le poids du vote rural et bourgeois, portèrent au pouvoir une coalition conservatrice, majoritairement monarchiste, et mirent fin au Gouvernement de la Défense nationale. La nouvelle Assemblée Nationale élit le 17 février Adolphe Thiers chef du gouvernement, en remplacement du général Trochu. Le nouveau gouvernement se fit une priorité de l'évacuation de l'armée d'occupation allemande, que Bismarck conditionnait par le paiement des réparations ; il vota une loi de finance très restrictive qui déchaîna des émeutes populaires dans la plupart des grandes villes, et provoqua à la mi-mars la proclamation de la Commune de Paris.

## Bilan des actions du gouvernement

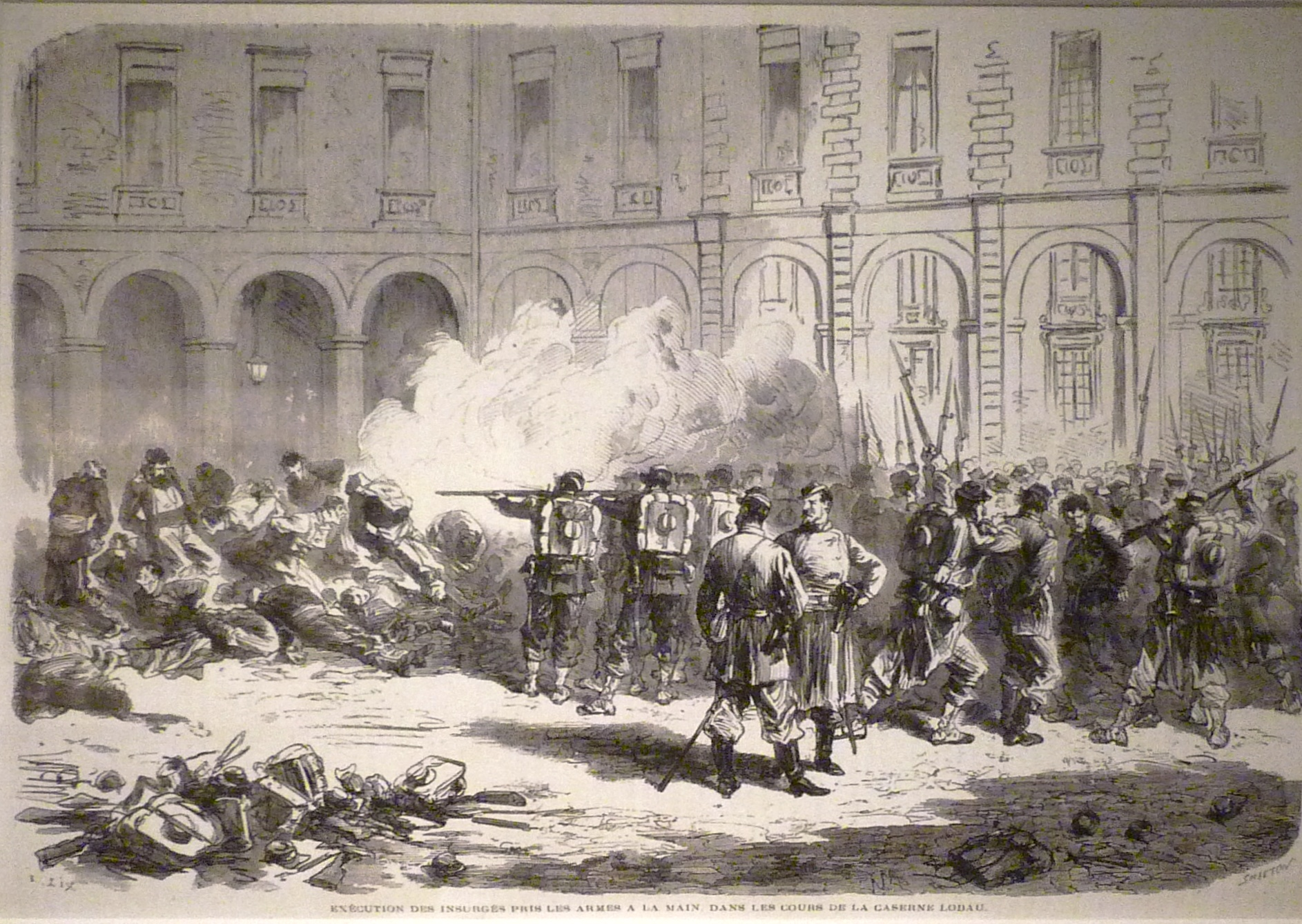
Exécution en masse des communards dans les cours de la caserne Lobau à Paris, à la suite de la Semaine sanglante. Gravure de Frédéric Lix pour L'Illustration du 10 juin 1871.

Les premières semaines du gouvernement sont consacrées à la lutte militaire et politique contre les communes insurrectionnelles et notamment la Commune de Paris, puis à l'organisation de la répression contre les Communards vaincus. La Garde nationale est dissoute.
En parallèle, le gouvernement règle le contentieux de la guerre franco-prussienne en négociant le traité de Francfort (signé le 10 mai 1871) et organise les emprunts destinés à régler le paiement de l'énorme indemnité de guerre (cinq milliards de francs-or). Il permet ainsi une libération progressive mais rapide du territoire français occupé par les Allemands.
En juillet 1872, le gouvernement réorganise l'armée française, afin de lui fournir des effectifs équivalents à ceux de l'armée allemande. Le service militaire de cinq ans dans l'active et de quatre ans dans la réserve, est obligatoire mais de nombreuses dispenses sont maintenues. Le tirage au sort continue (les bons numéros ne font que six mois) et les étudiants, moyennant le devancement de l'appel et le versement à l'État de 1500 francs pour l'équipement, ne font qu'un an.

## Composition

### Chef du pouvoir exécutif
| Fonction                 | Image | Nom            |
| ------------------------ | ----- | -------------- |
| Chef du pouvoir exécutif |       | Adolphe Thiers |

### Vice-présidence du Conseil
| Fonction                  | Image | Nom           |
| ------------------------- | ----- | ------------- |
| Vice-président du Conseil |       | Jules Dufaure |

### Ministres
| Fonction | Fonction                                 | Image | Nom                                                            | Groupe parlementaire                         |
| -------- | ---------------------------------------- | ----- | -------------------------------------------------------------- | -------------------------------------------- |
|          | Ministre des Affaires étrangères         |       | Jules Favre (du 19 février 1871 au 2 août 1871)                | Gauche républicaine                          |
|          | Ministre des Affaires étrangères         |       | Charles de Rémusat (du 2 août 1871 au 18 mai 1873)             | Centre droit                                 |
|          | Ministre de la Justice                   |       | Jules Dufaure                                                  | Centre gauche                                |
|          | Ministre de l’Intérieur                  |       | Ernest Picard (du 19 février 1871 au 5 juin 1871)              | Centre gauche                                |
|          | Ministre de l’Intérieur                  |       | Félix Lambrecht (du 5 juin 1871 au 8 octobre 1871)             | Centre gauche                                |
|          | Ministre de l’Intérieur                  |       | Auguste Casimir-Perier (du 11 octobre 1871 au 6 février 1872)  | Centre gauche                                |
|          | Ministre de l’Intérieur                  |       | Victor Lefranc (du 6 février 1872 au 7 décembre 1872)          | Centre gauche                                |
|          | Ministre de l’Intérieur                  |       | Eugène de Goulard (du 7 décembre 1872 au 18 mai 1873)          | Centre droit                                 |
|          | Ministre de la Guerre                    |       | Adolphe Le Flô (du 19 février 1871 au 5 juin 1871)             | Centre droit (orléaniste)                    |
|          | Ministre de la Guerre                    |       | Ernest Courtot de Cissey (du 5 juin 1871 au 18 mai 1873)       | Républicain conservateur (orléaniste rallié) |
|          | Ministre des Finances                    |       | Louis Buffet (du 19 février 1871 au 25 février 1871)           | Centre droit                                 |
|          | Ministre des Finances                    |       | Augustin Pouyer-Quertier (du 25 février 1871 au 23 avril 1872) | Centre droit                                 |
|          | Ministre des Finances                    |       | Eugène de Goulard (du 23 avril 1872 au 7 décembre 1872)        | Centre droit                                 |
|          | Ministre des Finances                    |       | Léon Say (du 7 décembre 1872 au 18 mai 1873)                   | Centre gauche                                |
|          | Ministre de la Marine et des Colonies    |       | Louis Pierre Alexis Pothuau                                    |                                              |
|          | Ministre de l’Instruction publique       |       | Jules Simon                                                    | Centre gauche                                |
|          | Ministre des Travaux publics             |       | Charles de Larcy (du 19 février 1871 au 7 décembre 1872)       | Légitimiste                                  |
|          | Ministre des Travaux publics             |       | Oscar Bardi de Fourtou (du 7 décembre 1872 au 18 mai 1873)     | Centre droit                                 |
|          | Ministre de l’Agriculture et du Commerce |       | Félix Lambrecht (du 19 février 1871 au 5 juin 1871)            | Centre gauche                                |
|          | Ministre de l’Agriculture et du Commerce |       | Victor Lefranc (du 5 juin 1871 au 6 février 1872)              | Centre gauche                                |
|          | Ministre de l’Agriculture et du Commerce |       | Eugène de Goulard (du 6 février 1872 au 23 avril 1872)         | Centre droit                                 |
|          | Ministre de l’Agriculture et du Commerce |       | Pierre Teisserenc de Bort (du 23 avril 1872 au 18 mai 1873)    | Centre gauche                                |

### Sous-secrétaires d'État
| Fonction | Fonction                             | Image                                            | Nom                                                         | Parti politique |
| -------- | ------------------------------------ | ------------------------------------------------ | ----------------------------------------------------------- | --------------- |
|          | Sous-secrétaire d’État à l’Intérieur |                                                  | Marc-Antoine Calmon (du 23 février 1871 au 7 décembre 1872) | Centre gauche   |
|          | Sous-secrétaire d’État à l’Intérieur | Pas de photographie, votre aide est la bienvenue | Ernest Pascal (du 9 avril 1873 au 18 mai 1873)              | Bonapartiste    |
|          | Sous-secrétaire d’État à la Guerre   |                                                  | Charles Letellier-Valazé (du 24 mars 1871 au 18 mai 1873)   | Centre gauche   |

## Fin du gouvernement et passation des pouvoirs
En conflit avec la majorité monarchiste de l'Assemblée nationale (qui vient de voter la loi de Broglie), Adolphe Thiers demande la démission de ses ministres et remanie le cabinet dans un sens nettement républicain (18 mai 1873).